# Sope Dirisu
Sope Dirisu, född 9 januari 1991 i London, England, är en brittisk skådespelare. 
Hans föräldrar är från Nigeria. För sin insats i filmen His House nominerades han till flera priser, bland annat en Rising Star Award.

## Filmografi (urval)
- 2017 – Hotell Halcyon (TV-serie)
- 2020 – Gangs of London (TV-serie)
- 2025 – The Gorge
- 2025 – Black Rabbit (TV-serie)